# Looney Tunes : Cours, lapin, cours
Pour plus de détails, voir Fiche technique et Distribution.
Looney Tunes : Cours, lapin, cours (Looney Tunes: Rabbits Run) est un film d'animation américain qui, directement en vidéo, est sorti le 4 août 2015 aux États-Unis et le 2 septembre 2015 en France. Il est basé sur le Looney Tunes Show, produit par Warner Bros. Animation. Il s'agit du troisième direct-to-video Looney Tunes après Le Noël des Looney Tunes en 2006 et Titi et le Tour du monde en 80 chats en 2001. Il est réalisé par Jeff Siergey.

## Synopsis
Lola Bunny, vendeuse de parfum, découvre qu'elle possède par hasard un parfum qui peut rendre invisible et qui est recherché par Charlie le coq et Cécil la tortue. Elle et Bugs Bunny seront alors poursuivis par l'agent Elmer Fudd et aidés par Daffy Duck à travers New York et Paris, etc. Lorsque Marvin le Martien apprend la nouvelle, il décide d'aller sur la Terre pour les pourchasser également.

## Distribution
- Gérard Surugue : Bugs Bunny / Pilote de l'avion
- Odile Schmitt : Lola Bunny
- Emmanuel Garijo : Daffy Duck / Pépé le putois / Caissier de l'aéroport
- Michel Mella : Porky Pig / Speedy Gonzales
- Patrick Préjean : Sam le pirate
- Benoît Allemane : Charlie le coq
- Patrice Dozier : Elmer Fudd
- Jean-Loup Horwitz : Marvin le Martien
- Sébastien Desjours : Tosh
- Guillaume Lebon : Cécil la tortue / Mac / Pete le puma